# St. Johann Baptist (Bergkirchen)

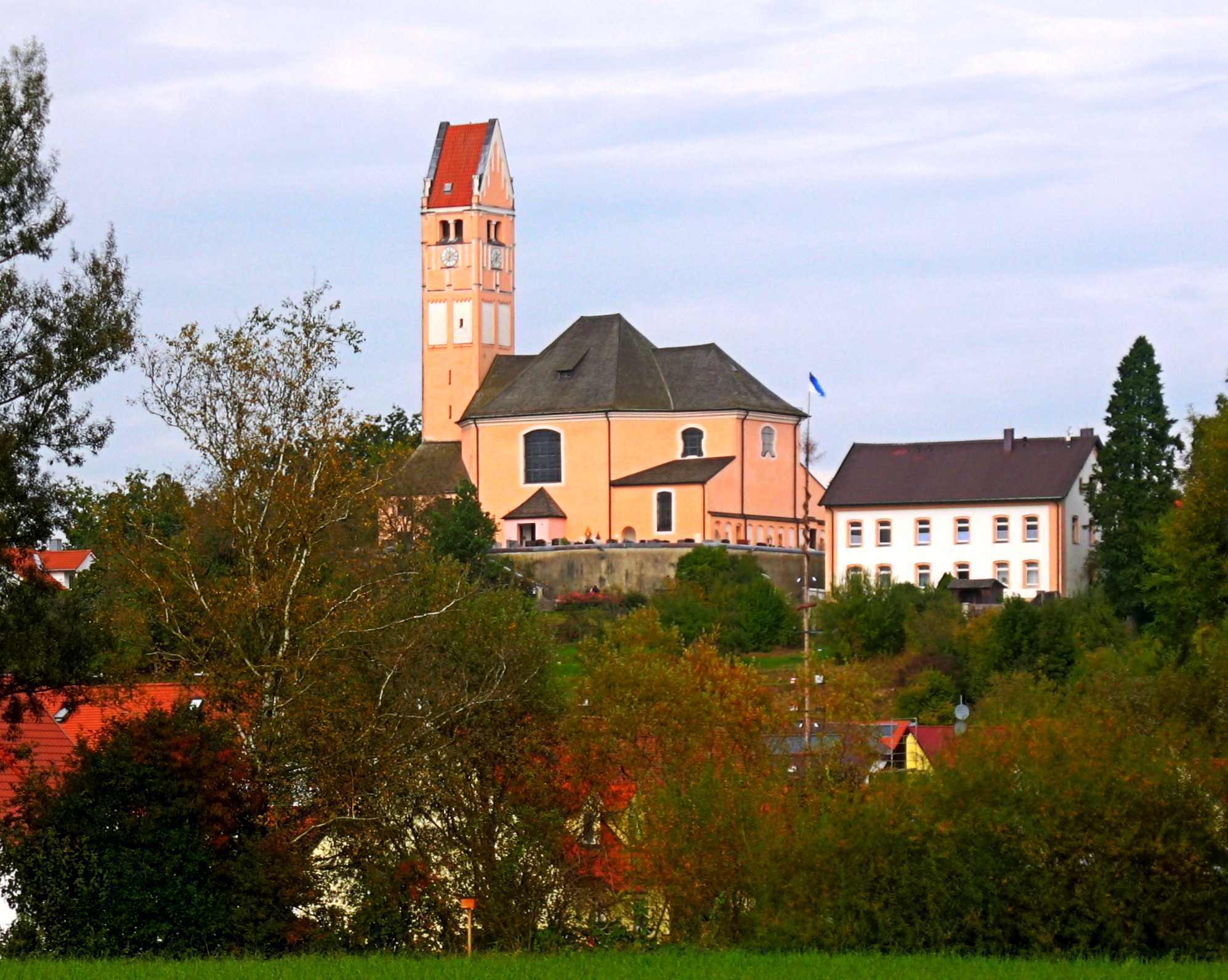
Pfarrkirche St. Johann Baptist, Bergkirchen

Kirche im Gemeindewappen von Bergkirchen

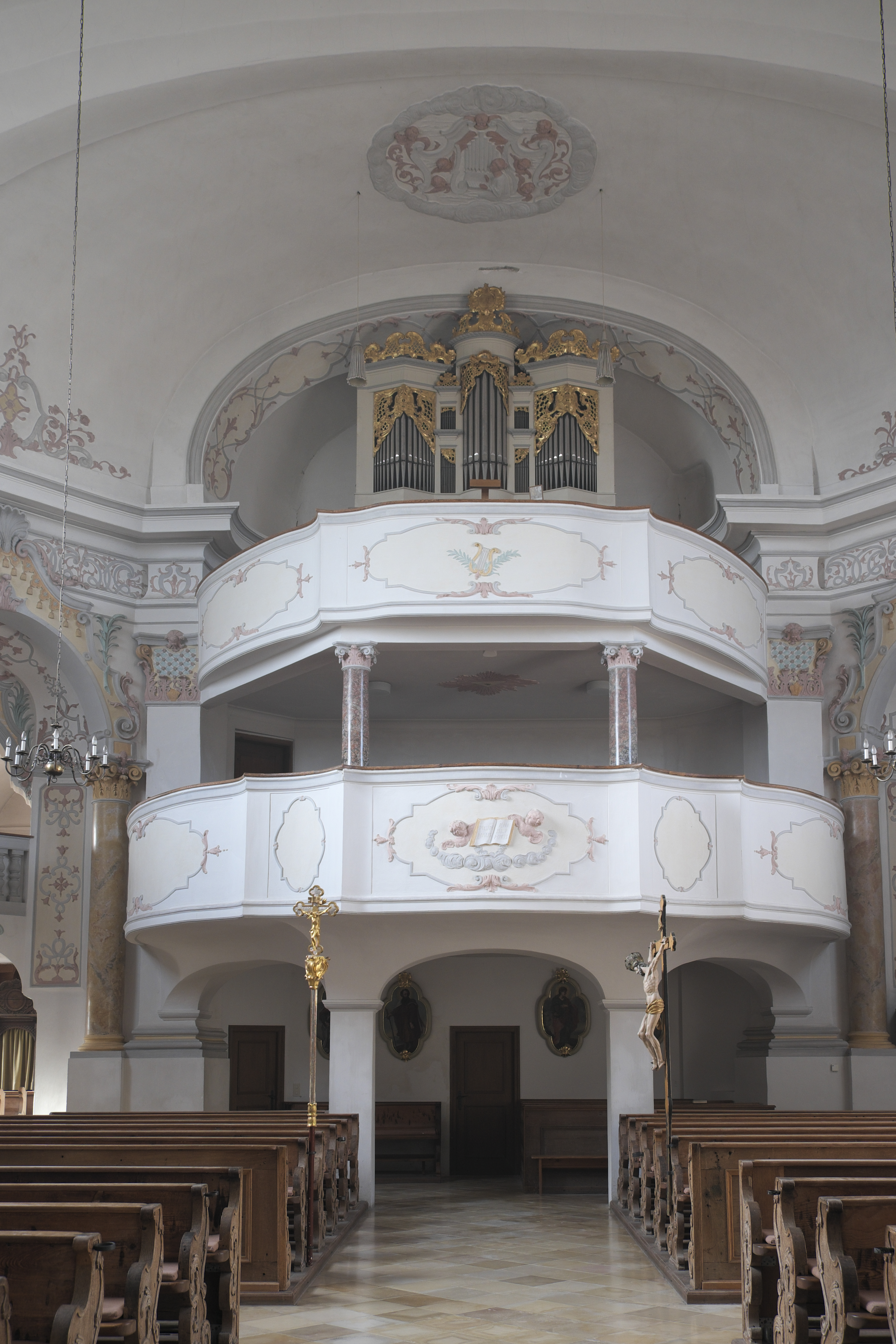
Doppelempore mit Gehäuse der barocken Orgel

Die katholische Pfarrkirche St. Johann Baptist in Bergkirchen im oberbayerischen Landkreis Dachau Die liegt auf der Hügelkette über dem Ampermoos und dem Ort. Sie geht auf einen vorromanischen Kirchenbau zurück. Der älteste erhaltene Teil der Kirche ist das Untergeschoss des Glockenturms, das noch aus romanischer Zeit stammt. Die heutige Kirche wurde 1731/32 nach Entwurf des Baumeisters Johann Michael Fischer im Stil des Spätbarock errichtet. Die Kirche ist Johannes dem Täufer geweiht.

## Geschichte
Bereits im Jahr 814 werden der Ort „Percchiricha“ und die Kirche erstmals urkundlich erwähnt. 842 wird die Kirche als „basilica“ bezeichnet. In der Konradinischen Matrikel, dem 1315/16 erstellten Güterverzeichnis des Bistums Freising, sind die vier Filialkirchen der Urpfarrei Bergkirchen aufgezählt: St. Nikolaus in Deutenhausen, St. Jakobus in Oberbachern, St. Augustinus in Feldgeding und St. Bartholomäus in Breitenau.
In der ersten Hälfte des 16. Jahrhunderts unternahm man vermutlich eine Vergrößerung der mittelalterlichen Kirche und eine Aufstockung des Glockenturms im Stil der Spätgotik. Um 1695 erfolgte ein weiterer Aufbau des Turms im Stil des Barock. Nachdem 1726 die Westwand durch einen Sturm schwer beschädigt worden war, wurde die baufällige Kirche 1731 abgebrochen und ein Neubau unter der Leitung von Johann Michael Fischer, einem der bedeutendsten Baumeister des Spätbarock, begonnen. Zwischen 1732 und 1738 wurden die Stuckarbeiten ausgeführt. Die ursprünglichen Deckenfresken von Johannes Zick aus den Jahren 1735/36 wurden 1884 bei der Erneuerung des Langhausgewölbes einschließlich des Stuckdekors abgeschlagen. 1921 wurde die Orgelempore zu einer Doppelempore ausgebaut.

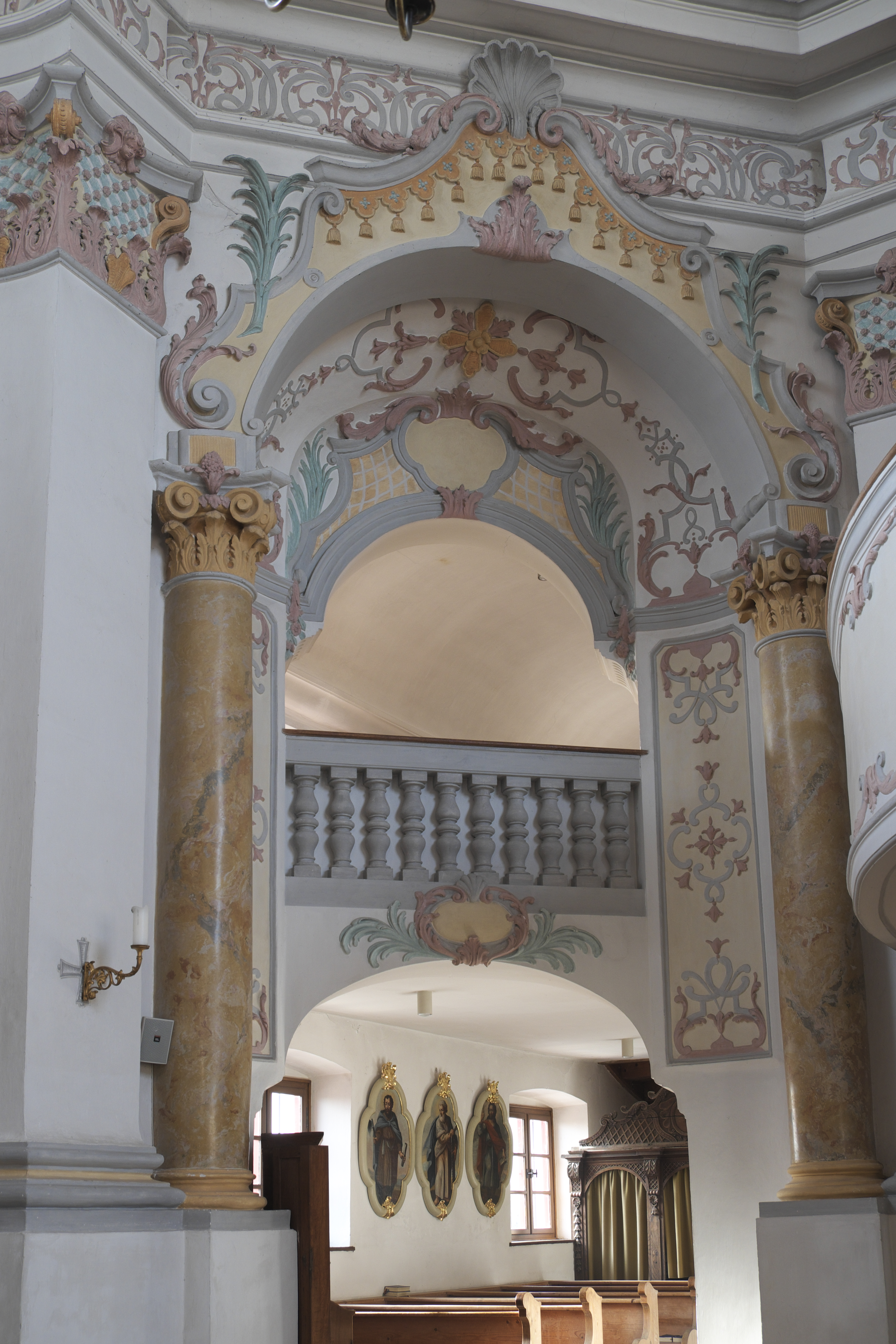
Blick in die Beichtkapelle

## Architektur

### Außenbau
Der Kirchenbau besteht aus einem achteckigen Zentralbau, dem östlich vorgesetzten Chor und dem mit einem Satteldach gedeckten Kirchturm, der westlich angebaut ist. In dessen unterem Geschoss sind noch Tuffquader des romanischen Vorgängerbaus erhalten. Der spätgotische Mittelteil des Turms wird durch Blendfelder mit Zahnschnitt- und Zickzackfriesen gegliedert. Der barocke obere Aufbau mit Uhr und Klangarkaden ist durch profilierte Gesimse abgesetzt. Südlich des Turms ist die Beichtkapelle angebaut. Im Norden des Chors schließt sich die Sakristei an, im Süden die Jobkapelle. Der Eingang ist durch eine kleine Vorhalle an der Südseite überdeckt.

### Innenraum

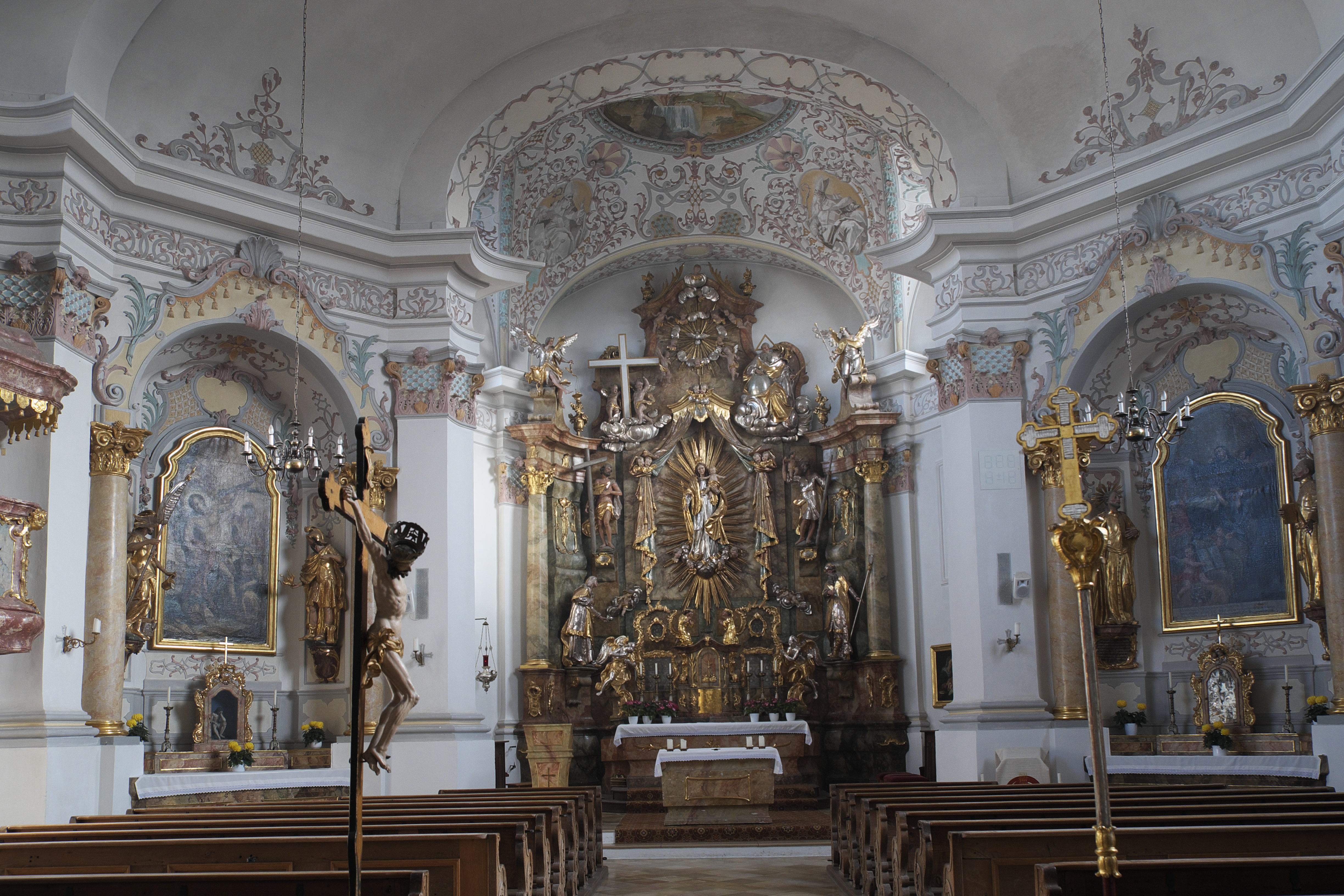
Altarraum

Das Kirchenschiff, ein Zentralraum über rechteckigem Grundriss mit abgeschrägten Ecken, nimmt Bezug auf das Patrozinium Johannes des Täufers und die frühchristlichen Baptisterien, die ebenfalls einen achteckigen Grundriss aufwiesen. Der stark eingezogene, fast querovale Chor ist an seiner Ostseite gerade geschlossen. Er wird von einem böhmischen Gewölbe gedeckt, das mit Bandelwerkstuck aus der Bauzeit verziert ist. Das abgeflachte Tonnengewölbe im Langhaus, eine Rabitzkonstruktion, wird durch Gurtbögen in drei Abschnitte gegliedert. Die Kapitelle der Pilaster sind wie der Deckenstuck im Chor noch aus der Bauzeit erhalten. Den westlichen Abschluss des Langhauses bildet eine weit vorspringende Doppelempore.

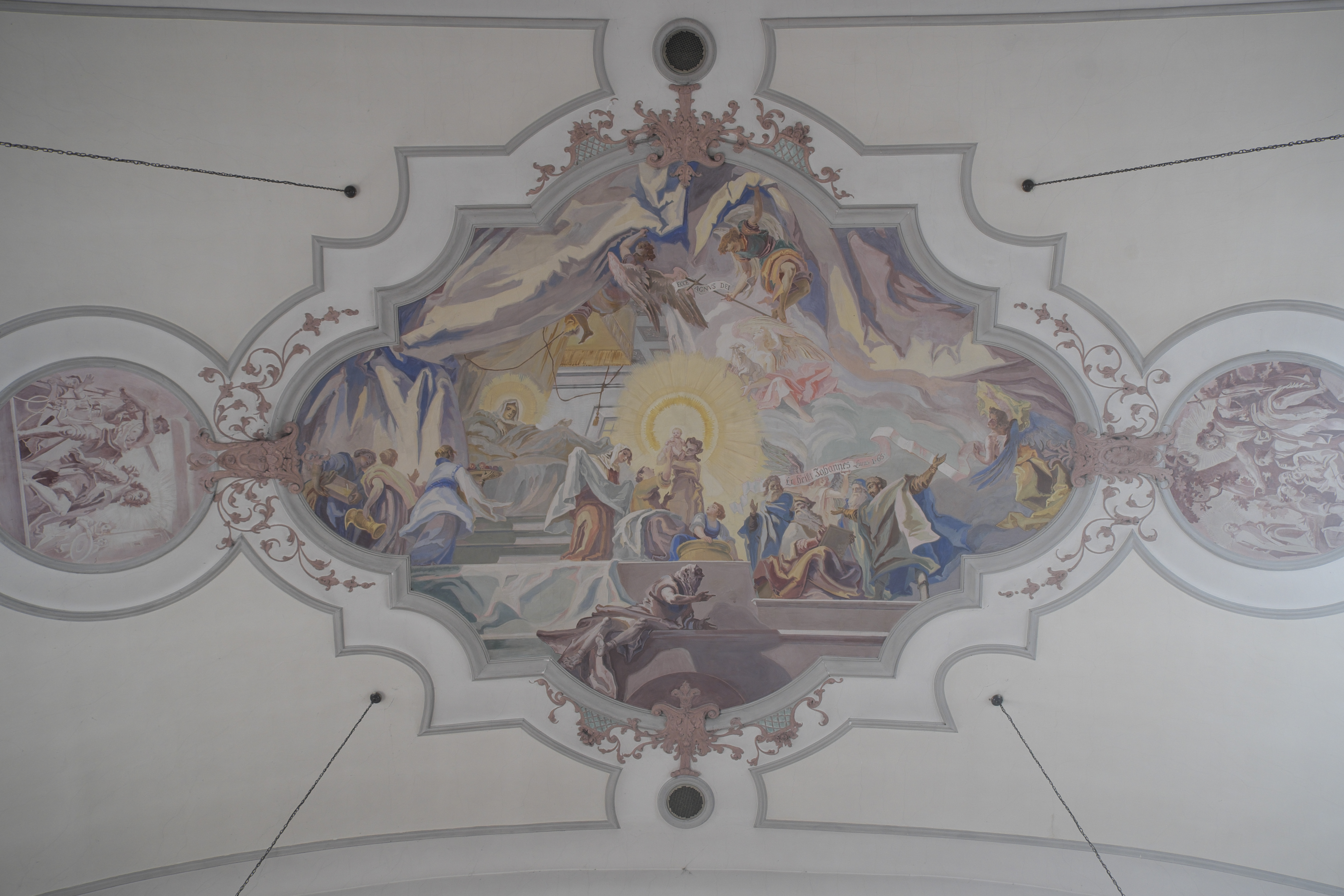
Langhausfresko

## Fresken
Die Deckenfresken wurden 1937 bis 1945 von Richard Holzner neu geschaffen. Im Langhaus ist die Geburt des Johannes des Täufers dargestellt, im Chor die Taufe Jesu.

## Ausstattung

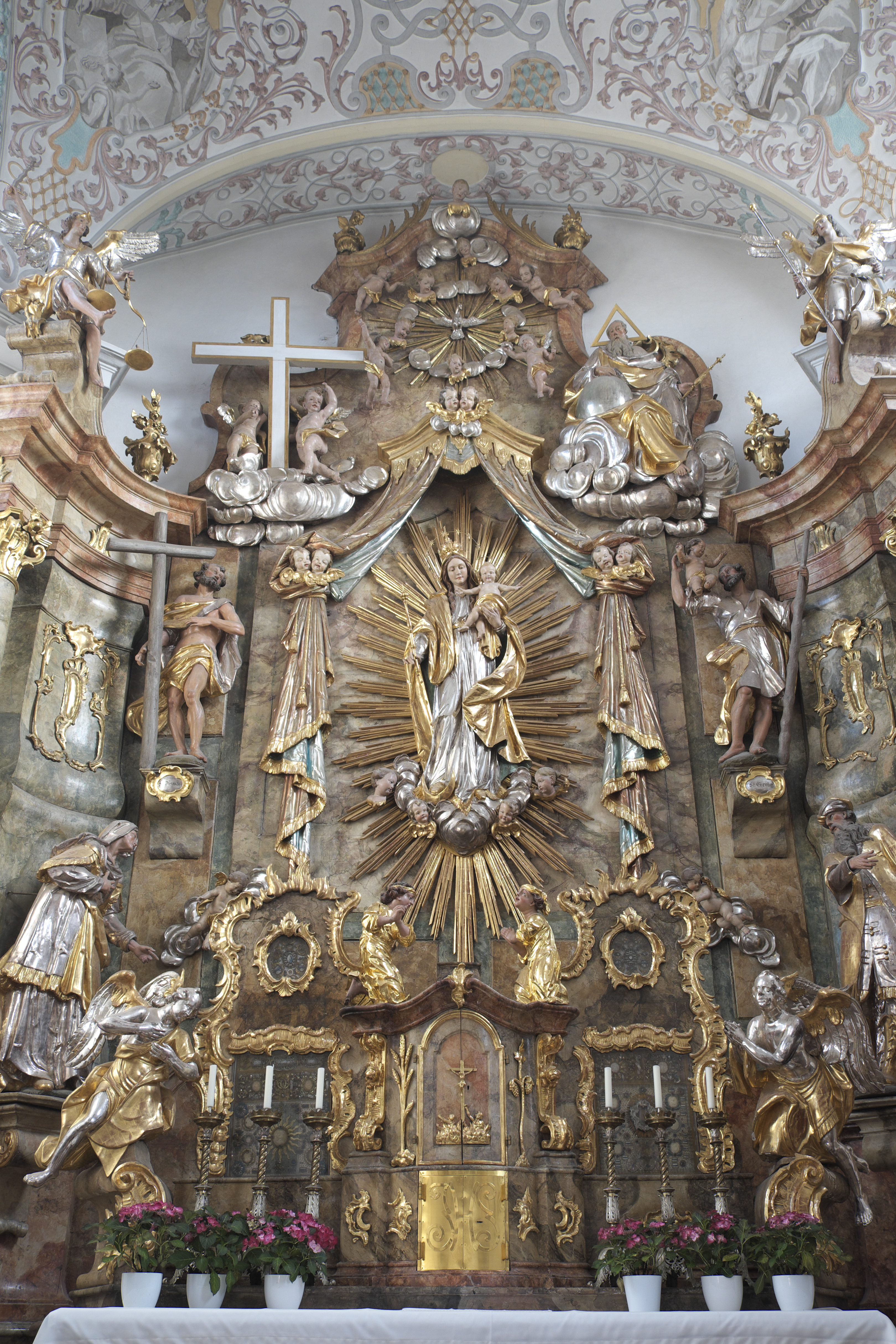
Hochaltar

- Der Hochaltar ist eine Arbeit aus der Zeit um 1760. Die Schnitzfiguren der heiligen Anna und des heiligen Joachim werden Johann Baptist Straub zugeschrieben. Auch die seitlichen Figuren, links Dismas, der gute Schächer, und rechts der heilige Christophorus, stammen aus der Zeit des Rokoko. Die Madonna im Strahlenkranz unter dem Baldachin ist eine neubarocke Schöpfung von 1937.
- Der Kreuzaltar an der Nordwand des Langhauses stammt von 1736/37. Die Kreuzigungsgruppe ist eine Arbeit von  Bartholomäus und Johann Georg Schupaur. Zwei Engel fangen in Kelchen das Blut Jesu auf, das aus seinen Wunden fließt. Unter dem Kreuz stehen Maria, die Schmerzensmutter, der ein Schwert die Brust durchbohrt, und der Apostel Johannes. Am Fuß des Kreuzes kniet Maria Magdalena.
- Aus der gleichen Zeit wie der Kreuzaltar stammt auch der Altar der Jobkapelle. Das Altarblatt wurde um 1650 gemalt und ist mit „Johann Wilhelm Holzmayr“ signiert. Es stellt die Geschichte des leidgeprüften Job dar, an dessen Seite die Stifter Georg Christoph von Hundt und seine Gemahlin stehen. Im Hintergrund sieht man das Familienschloss, Schloss Lauterbach, das im Dreißigjährigen Krieg von den Schweden in Brand gesteckt wurde. Der kleine weiße Hund im Vordergrund verweist auf den Namen des Stifterpaares. Die Schnitzfiguren auf der Altarmensa stellen den heiligen Leonhard und die heilige Katharina von Siena dar.
- Die Kanzel aus Stuckmarmor wurde 1735 geschaffen. Am Kanzelkorb sind die  Symbole der Evangelisten angebracht.
- Die Kirchenbänke aus Eichenholz von 1732 sind mit geschnitzten Akanthuswangen verziert. Sie gehören wie die Beichtstühle zur spätbarocken Kirchenausstattung.
- Das achteckige Taufbecken aus Rotmarmor stammt aus spätgotischer Zeit. Die Statuette des Johannes des Täufers auf dem hölzernen Deckel ist eine Ergänzung aus dem 18. Jahrhundert.

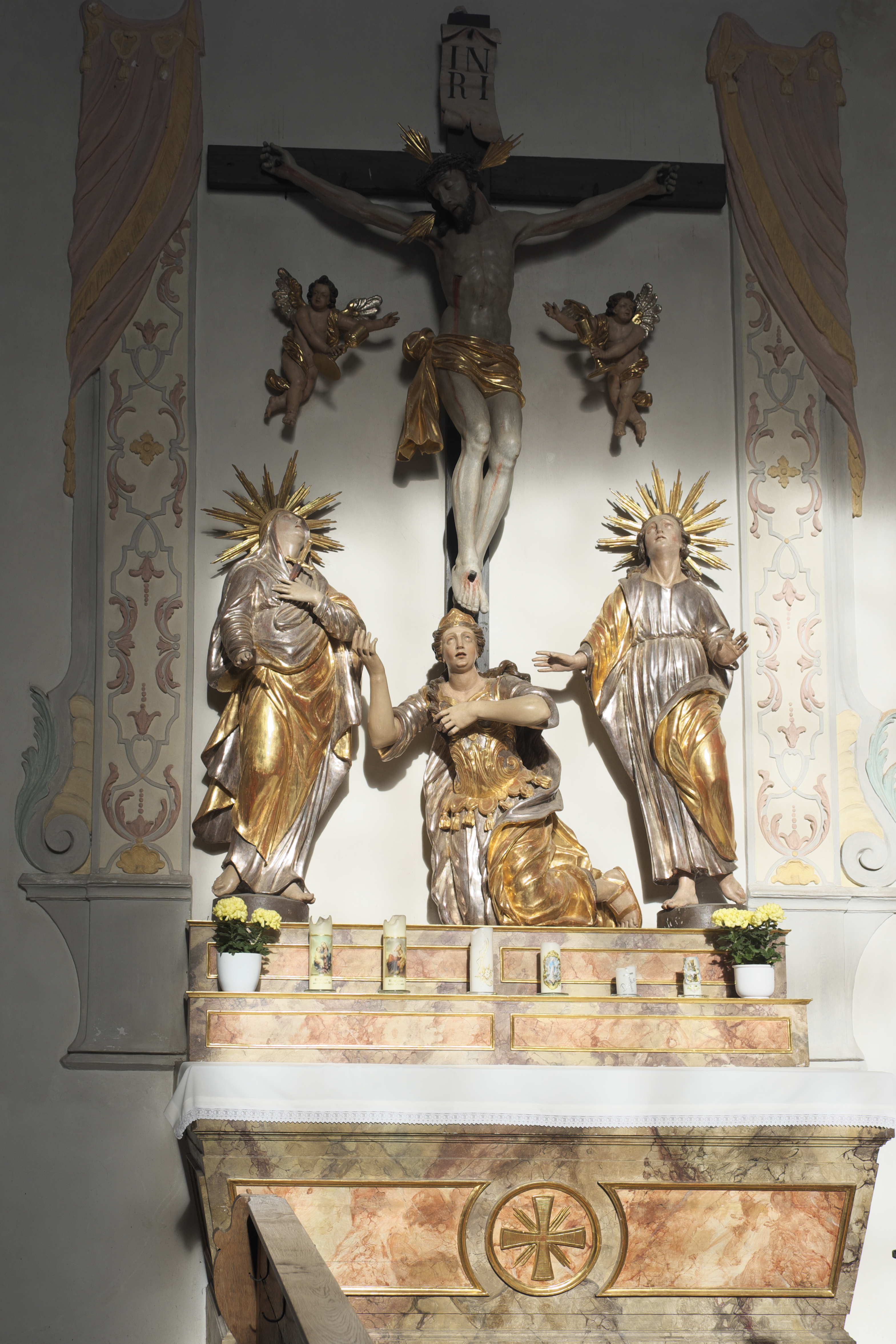
Kreuzaltar
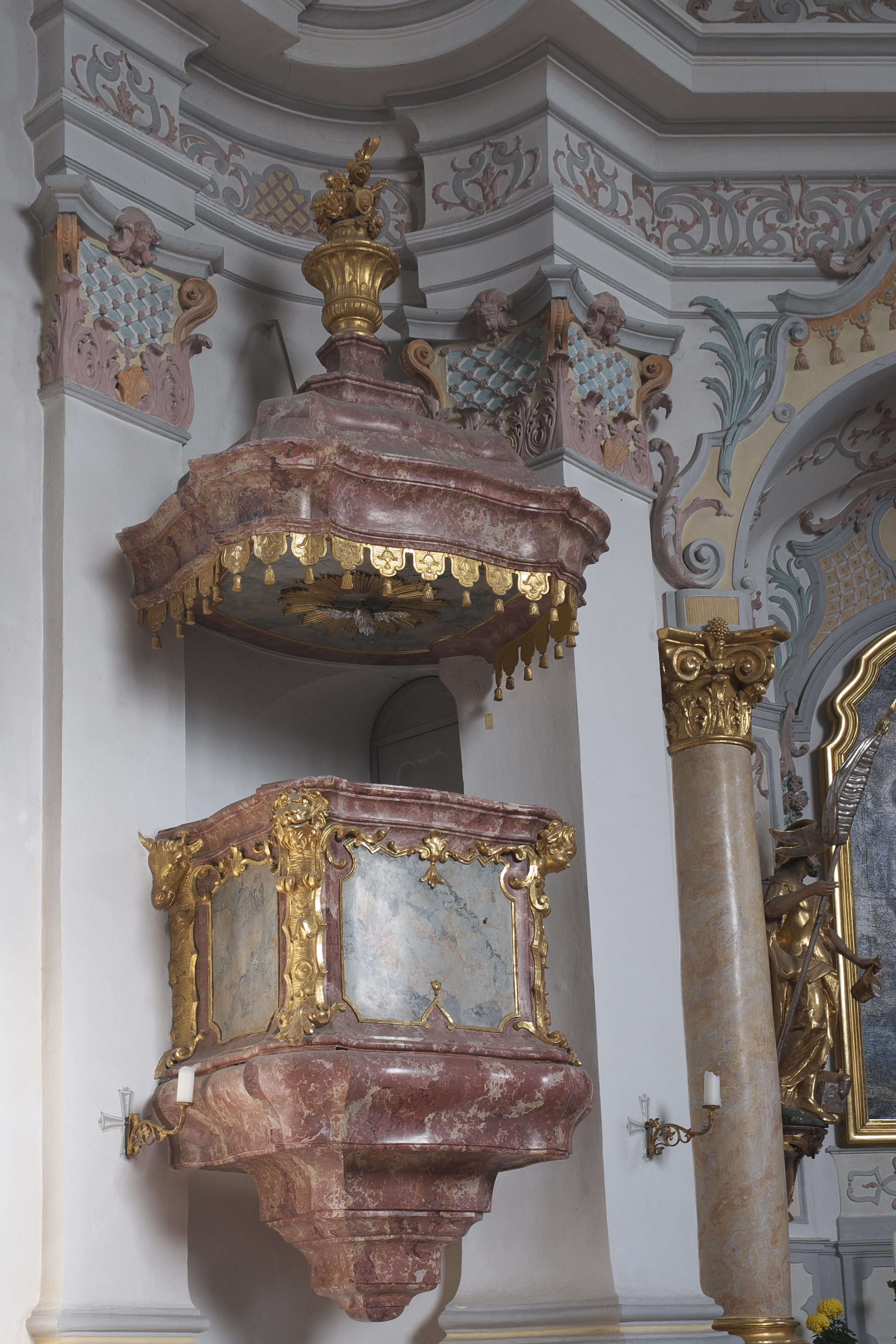
Kanzel
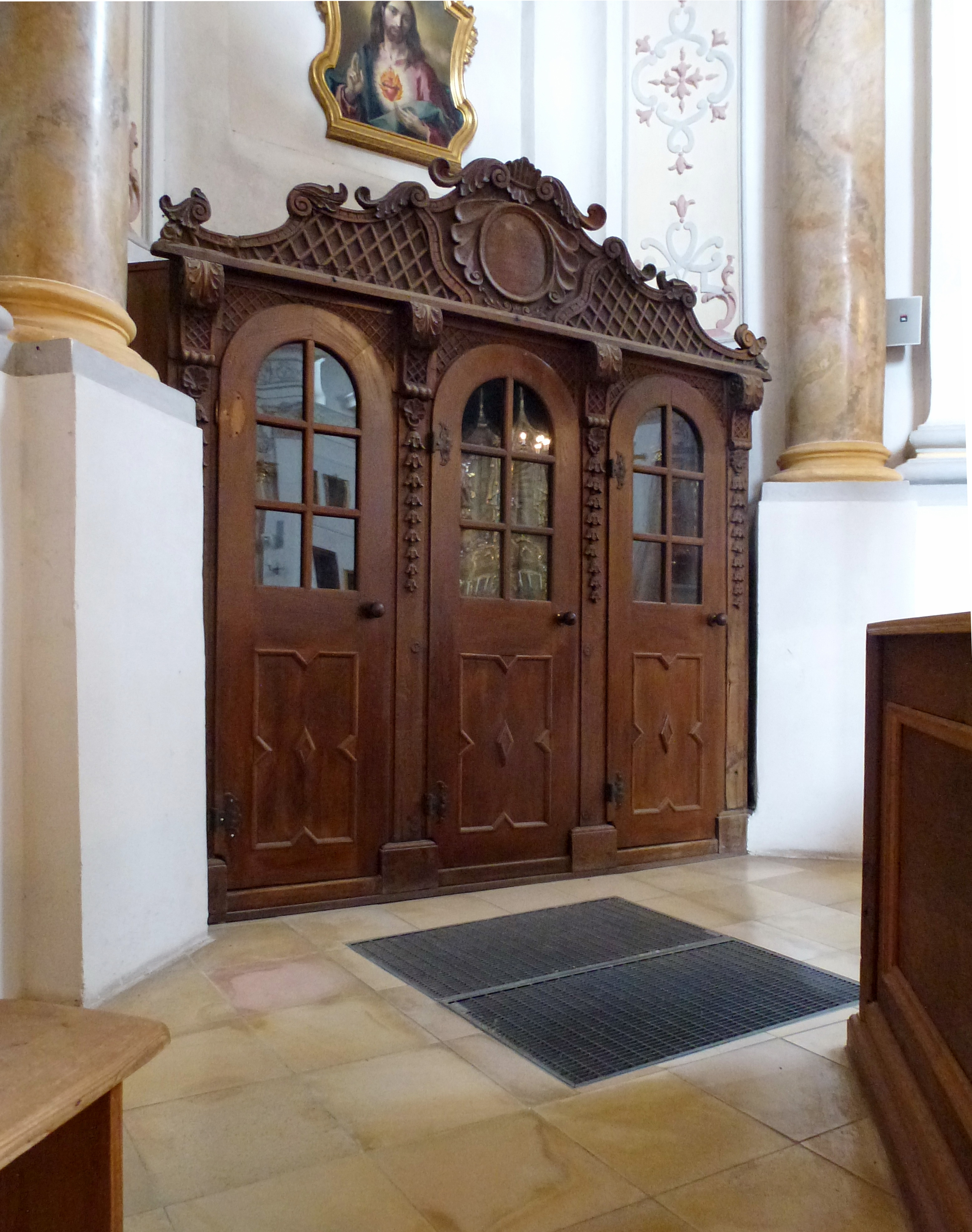
Beichtstuhl
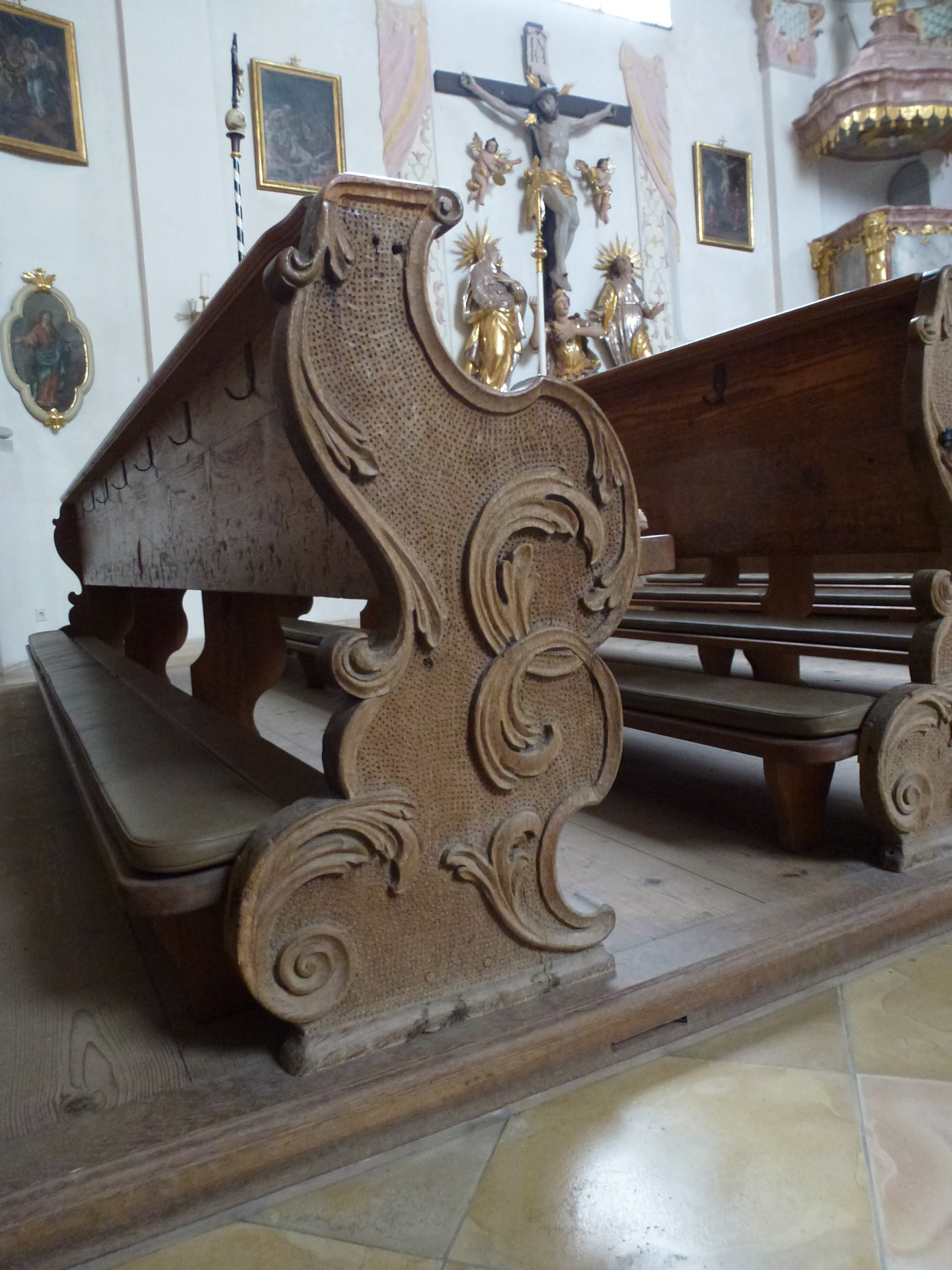
Kirchstuhlwange

## Orgel
Als erste Orgel war ein Werk des Orgelbauers Philipp Rädler aus dem Jahr 1777 mit einer nicht überlieferten Disposition nachweisbar. 1921 baute Albert Moser in das barocke Gehäuse ein Werk im Sinne der elsässischen Orgelreform, mit 15 Registern auf zwei Manualen und Pedal. Diese Orgel wurde 1972 durch ein Instrument von Anton Staller mit 12  Registern auf ebenfalls zwei Manualen und Pedal ersetzt.

## Glocken
Im Kirchturm hängt ein fünfstimmiges Glockengeläut aus drei Bronzeglocken unterschiedlichen Alters und zwei Euphonglocken von 1948/49.
| Glocke | Patronat            | Gießer                         | Gussjahr | Durchmesser | Gewicht | Schlagton | Zusatzbezeichnung       |
| ------ | ------------------- | ------------------------------ | -------- | ----------- | ------- | --------- | ----------------------- |
| 1      | Christkönig         | Karl Czudnochowsky             | 1962     | 1315 mm     | 1308 kg | d'+1      |                         |
| 2      | St.Sebastian        | Karl Czudnochowsky             | 1949     | 1120 mm     | 669 kg  | f'+2      | Kriegergedächtnisglocke |
| 3      | St. Maria           | Karl Czudnochowsky             | 1948     | 970 mm      | 530 kg  | g'+2      |                         |
| 4      |                     | Anton Josef Bachmair           | 1902     | 820 mm      | 300 kg  | b'+2      | Totenglöckchen          |
| 5      | Johannes der Täufer | Br. M. Reuter OSB, Maria Laach | 2013     | 750 mm      | 250 kg  | c″        | Jubiläumsglocke         |

## Grabsteine

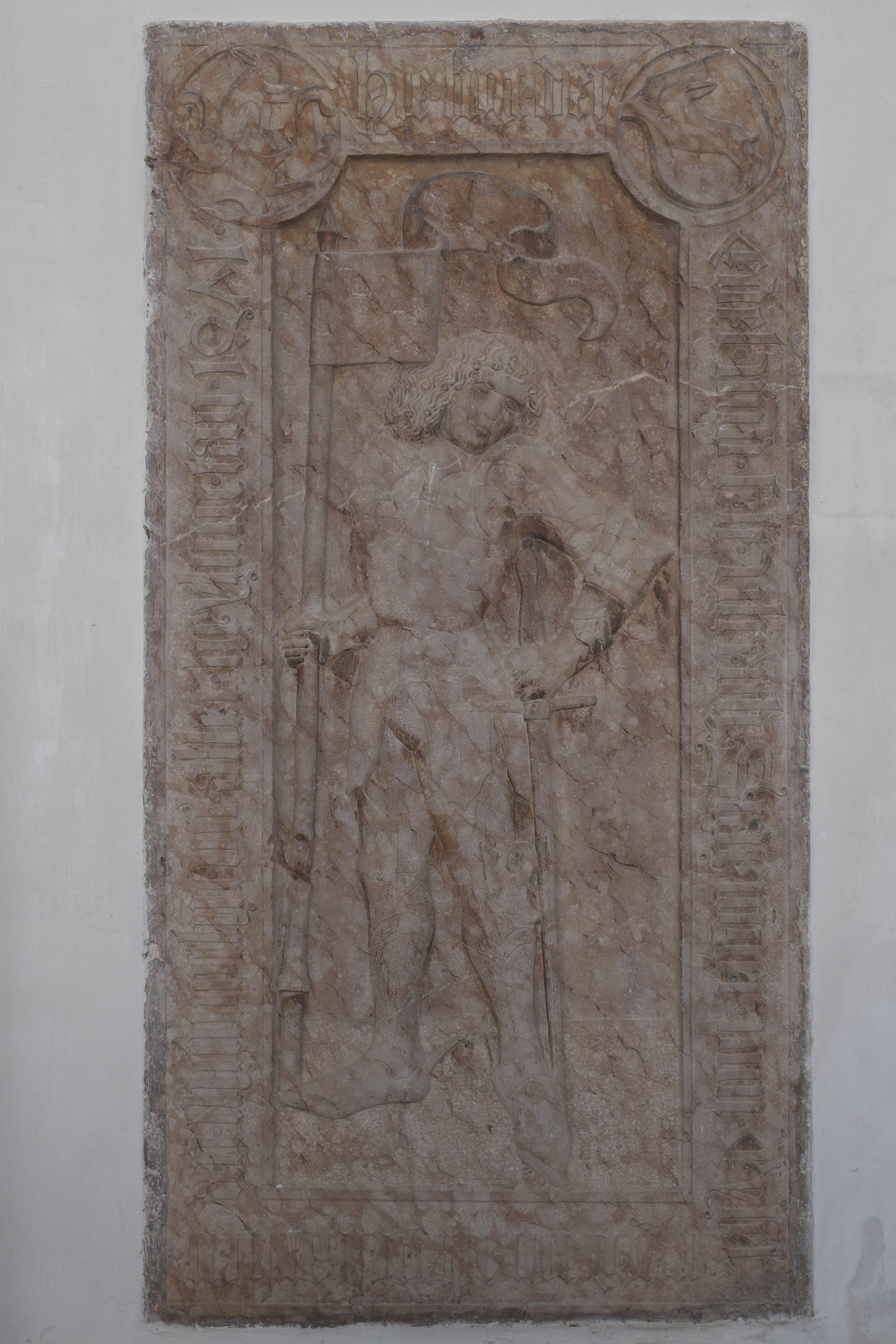
Epitaph für den Ritter Ulrich Stazinger

An den Innenwänden und an den Außenmauern der Kirche sind zahlreiche Grabsteine eingelassen.
- Die gotische Wappengrabplatte aus Sandstein für Margaretha von Eisolzried († 1308) ist mit einer Ritzzeichnung, einem Kreuz auf einem Kleeblattbogen, verziert. Sie gilt als die älteste erhaltene Grabplatte im Landkreis Dachau.
- Das spätgotische Rotmarmorepitaph von 1471 für den Ritter Ulrich Stazinger (Stätzlinger) von Eisolzried wird dem Münchener Steinmetzen Matthäus Haldner zugeschrieben.
- Die Priestergrabsteine an der Außenmauer stammen aus dem 16. bis 19. Jahrhundert.